# أرتشيبالد غارود
السير أرتشيبالد إدوارد غارود (بالإنجليزية: Archibald Garrod)‏، (25 نوفبمر 1857 - 28 مارس 1936)، الحاصل على وسام القديس ميخائيل والقديس جرجس، وعلى زمالة الجمعية الملكية، طبيب إنجليزي رائد في مجال الأخطاء الأيضية الخلقية. اكتشف غارود أيضًا مرض بيلة ألكابتونية، وفهم طريقة انتقالها بالوراثة. شغل غارود منصب أستاذ ملكي في الطب في جامعة أكسفورد بين عامي 1920 و1927.

## التعليم والحياة الشخصية
احتوت عائلة غارود على العديد من الأشخاص اللامعين. أرتشيبالد، هو الابن الرابع للسير ألفريد بارينج غارود، طبيب مشهور حصل على شهادته التخصصية في الطب في سن الثالثة والعشرين، وأصبح أستاذًا في الطب في كلية لندن الجامعية في سن الثانية والثلاثين. اكتشف ألفريد الاستقلاب غير الطبيعي لحمض اليوريك المرتبط بداء النقرس. كما نجح والد غارود في تقدير وزن البلورات المستخرجة من الدم، وتمكن بذلك من الوصول إلى ما أطلق عليه لقب «أول تحقيق كيميائي حيوي يُجرى على جسم إنسان حي». كان لأخوي غارود، اللذان يكبرانه بالسن، وظائف ناجحة أيضًا.
كان تشارلز كين، ابن عم غارود، يزور المنزل الذي نشأ فيه أرتشيبالد بشكل متكرر. عمل كين كرسام في مجلة بانش لأكثر من أربعين عام. كتب غارود، متأثرًا بان عمه كين، كراسًا مصورًا يحمل عنوان كتيب حول العمارة الكلاسيكية. وفقًا لعالم الوراثة الهندي درونامراجو كريشنا راو، فقد أبدى غارود اهتمامًا بالتاريخ الطبيعي في سن مبكرة، وكان مهتمًا بالفراشات بشكل خاص. في سن الثانية عشر، بدأ غارود جمعها، ولاحظ قلة عدد الفراشات الإناث. اعتاد غارود أيضًا التأمل في أنماط الوراثة المحتملة عند الثدييات.
تلقى غارود تعليمه في كلية مارلبورو وكلية كنيسة المسيح بجامعة أكسفورد. كان مستوى غارود الدراسي في جامعة مارلبورو سيئًا، إذ عانى بسبب قلة اهتمامه بالكلاسيكيات، وخاصة النثر النحوي والقواعد اللاتينية. حصل على درجة الشرف من الدرجة الأولى في العلوم الطبيعية في عام 1878.
في عام 1880، تلقى غارود المزيد من التدريب الطبي في مستشفى سانت بارثولوميو في لندن، حيث حصل على العديد من المنح الدراسية، بما في ذلك منحة برانكبري التنافسية. تخرج غارود في عام 1884، وانتقل بعدها للدراسة في مستشفى فيينا العام، لمدة عام واحد. شكلت خبرته العملية التي اكتسبها من خلال العمل والدراسة في فيينا عمود الأساس لكتابه، مقدمة في استخدام منظار الحنجرة، الذي نُشر في عام 1886، والذي حظي برود فعل إيجابية للغاية. في عام 1885، حصل غارود على درجة البكالوريوس في الطب، وعلى درجة الماجستير في الآداب من جامعة أكسفورد، وأصبح عضوًا في كلية الأطباء الملكية في لندن.
تزوج غارود في عام 1886 لورا إليزابيث سميث، ورزق منها بثلاثة أبناء وابنة واحدة، وهي دوروثي غارود، عالمة الآثار البريطانية، وأول امرأة تحصل على لقب بروفيسور في جامعات أوكسبريدج، بعد تقديمها لعدة أعمال رائدة في مجال علم الآثار، تمحورت حول العصر الحجري القديم.

## الحرب العالمية الأولى
خلال الحرب العالمية الأولى، عمل غارود كمستشار طبي للجيش، بشكل أساسي في مالطا، وحصل في عام 1918 على وسام القديس ميخائيل والقديس جرجس تقديرًا لخدماته في زمن الحرب.
قُتل اثنان من أبنائه الثلاثة خلال الحرب العالمية الأولى، وهما توماس مارتن غارود ذو العشرين عامًا وقُتل عام 1915، وألفريد نويل غارود، البالغ من العمر 28 عامًا وقتل عام 1916. في عام 1919 توفي ابنه الثالث، باسيل راهير غارود، في مدينة كولونيا، بعد إصابته بالإنفلونزا الإسبانية، وكان يبلغ من العمر 21 عامًا.

## روابط خارجية
- أرتشيبالد غارود على موقع الموسوعة البريطانية (الإنجليزية)